# オール・アイ・ハヴ
「オール・アイ・ハヴ フィーチャリングLL・クール・J (All I Have featuring LL・Cool・J) 」はアメリカ合衆国の女優で歌手のジェニファー・ロペスの楽曲。この楽曲は、彼女の4枚目のスタジオ・アルバム『ディス・イズ・ミー…ゼン』に収録され、アルバムからは2曲目シングルとして2003年2月11日にリリースされた。各国の週間シングル・チャートでは、全米のBillboard Hot 100で1位を獲得。ニュージーランドでも1位、イギリス、オーストラリアで2位となった。